# 1209 en santé et médecine
| Années de la santé et de la médecine : 1206 - 1207 - 1208 - 1209 - 1210 - 1211 - 1212    |
| Décennies de la santé et de la médecine : 1170 - 1180 - 1190 - 1200 - 1210 - 1220 - 1230 |

Cet article présente les faits marquants de l'année 1209 en santé et médecine.

## Événements

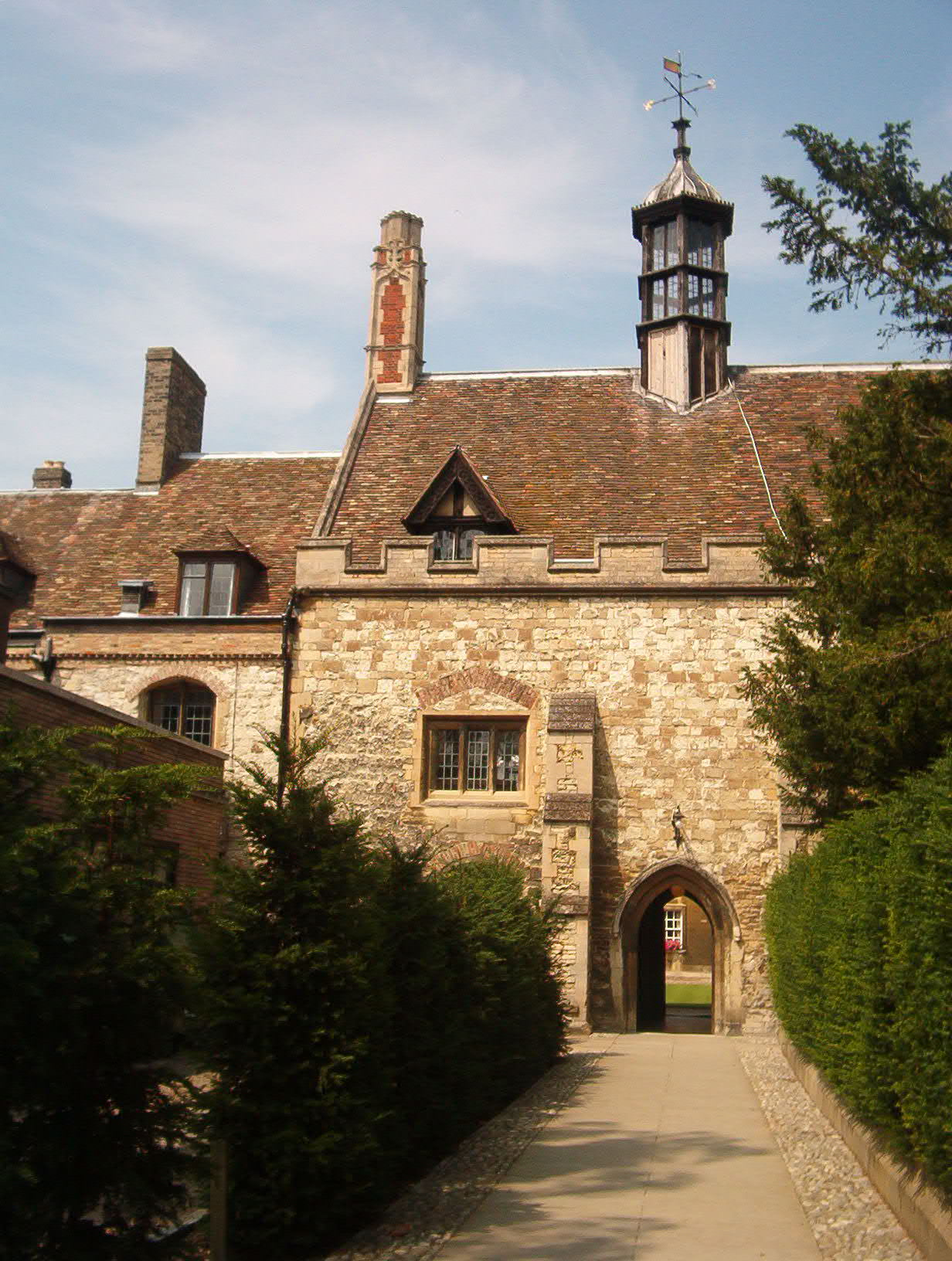
Peterhouse
Le plus ancien collège
de Cambridge (1284)

- Des maîtres et des étudiants qui ont quitté Oxford après qu'écoliers et bourgeois s'y sont opposés en un conflit meurtrier, fondent l'université de Cambridge, dont John Blyth (1503-1557) n'occupera cependant qu'en 1540 la première chaire de médecine, créée par Henri VIII[1].
- Fondation de la maison-Dieu de Troissy, dans le comté de Champagne, qui deviendra abbaye en 1232, et sera confiée à l'ordre de Citeaux en 1237 par le pape Grégoire IX[2].
- Fondation de l'hôtel-Dieu de Coutances, en Normandie, par Hugues de Morville[3].
- Fondation à Ax dans le comté de Foix d'une léproserie « élevée sur les sources où domine le principe sulfureux, afin d'y baigner les lépreux[4] ».
- À la Ville l'Évêque, hameau situé sur l'actuel quartier parisien de la Madeleine, Robert II, comte de Dreux, fonde un hôpital et un collège destinés à l'entretien d'écoliers indigents[5].
- L'hôpital Saint-Antoine est attesté à Sens, ville du domaine royal[6].
- L'aumônerie des Bretons est attestée à Étampes, bonne ville de France[7].
- 1205-1209 : transfert et agrandissement de l'hôtel-Dieu de Laon[8],[9].
- 1209-1210 : fondation de l'ordre des Frères mineurs.
- Entre 1209 et 1211, l'hôpital de l'abbaye Saint-Martial, à Limoges, est détruit par un incendie et aussitôt rebâti grâce à un don de Luce de Saint-Hilaire[10],[11].

## Publication
- Vers 1209 : Ahmed ibn al-Hasan ibn al-Ahnaf, Kitâb al-Baitara, traité d'élevage et de médecine vétérinaire, sur le cheval, le zébu, le mouton et le dromadaire[12].

## Décès
- Novembre 1207-novembre 1209 : Rigord (né entre 1145 et 1150), moine de Saint-Denis, médecin et historien.